# 静岡バイパス
静岡バイパス（しずおかバイパス）は、静岡県静岡市駿河区下島から同区中島までを結ぶ国道150号のバイパスである。
静岡市内の国道150号は、清水バイパス - 日本平南麓の現道拡幅区間 - 安倍川以東のバイパス区間 - 中島交差点（静岡県道84号中島南安倍線起点）以西の現道拡幅区間（整備完了） - 新日本坂トンネル周辺から成る。本項目では、安倍川以東のバイパス区間と新日本坂トンネル周辺について述べる。

## 概要

### 路線データ
- 起点：静岡県静岡市駿河区下島（下島南交差点）
- 終点：静岡県静岡市駿河区中島（南安倍川橋に接続）
- 延長：2.3 km
- 規格：第4種第1級
- 設計速度：60 km/h

### 新日本坂トンネル周辺
- 起点：静岡市駿河区広野（静岡県道416号静岡焼津線交点）
- 終点：焼津市八楠（国道150号焼津バイパス・静岡県道81号焼津森線交点）
- 車線数：4車線

大崩海岸の断崖沿いに走る旧国道150号（現：静岡県道416号静岡焼津線）のバイパスとして1978年5月開通した。トンネルと前後の地上部からなる。静岡市側は東海道新幹線・東海道本線の交差部分を中心に一部が高架化されているが、焼津市側は概ね平面交差である。また、焼津市側では東海道新幹線と並行しており、新幹線の車窓からもその様子を見ることができる。
トンネル部は交通量の増加により、上り線用として新しくトンネル (3,104 m) が掘られ、2003年8月6日に4車線化された。現下り線は石部トンネル (755 m) と新日本坂トンネル (2,206 m) からなる。2004年7月30日、本線に昇格した。

## 路線状況

### 安倍川以東
駿河区の海岸沿いを通る4車線道路。大浜橋交差点以東は2001年3月に、大浜橋交差点 - 中島交差点間約1.0 kmの平面区間が2010年8月28日17時にそれぞれ供用を開始した。バイパス道路と南安倍川橋を接続する関係から、当区間は屈折した線形となっている。大浜橋交差点付近から南安倍川橋までの区間は平面部の上に中島高架橋（延長：1,150 m）が建設され、2018年3月24日に開通した。

## 地理

### 通過する自治体
- 静岡県
  - 静岡市（駿河区） - 焼津市

### 接続するバイパス
- 清水バイパス
- 焼津バイパス